# Операція «Кіготь»
Операція «Кіготь» це транскордонна військова операція збройних сил Туреччини на півночі Іраку проти Курдистанської робітничої партії. Турецькі війська обстріляли артилерійські снаряди та здійснили повітряні атаки вранці 28 травня 2019 року з подальшим перетином кордону турецькою армією.

## Операція
12 червня в невдалій засідці КРП загинули двоє бойовиків, що призвело до загибелі 45 членів КРП. Зброя та нашлемні камери були вилучені.
13 червня в районі Гаркук на півночі Іраку було вбито 3 бойовиків КРП.